# Anthicus ellenbergeri
Anthicus ellenbergeri es una especie de coleóptero de la familia Anthicidae.

## Distribución geográfica
Habita en los territorios que antes se llamaban Colonia del Cabo (Sudáfrica).